# Fresno Football Club Sub-23
El Fresno Football Club Sub-23, fundado como Fresno Fuego, es un equipo de fútbol de los Estados Unidos que juega en la USL Premier Development League, la cuarta liga de fútbol más importante del país.

## Historia
Fue fundado en el año 2003 en la ciudad de Fresno, California luego de que los asociados Jaime Marquez Sr., J. Francisco Álvarez, J. Antonio Álvarez y Jaime Marquez Jr. obtuvieran los derechos de la franquicia del club desaparecido Central Coast Roadrunners de San Luis Obispo.
En su primer año clasificaron a la US Open Cup, eliminando al Chico Rooks, Utah Blitzz y a El Paso Patriots antes de ser eliminados por el LA Galaxy 1-3 en la cuarta ronda. En la liga clasificaron a los playoffs, pero fueron eliminados por el Spokane Shadow en la final de conferencia.
En 2018 se convirtió en afiliado del Fresno, participante de la United Soccer League y afiliado a su vez al equipo de la Major League Soccer Vancouver Whitecaps. El nombre del equipo pasó a ser entonces Fresno Sub-23.

## Palmarés
- USL PDL Temporada Regular (1): 2011
- USL PDL Western Conference (2): 2004, 2007
- USL PDL Southwest Division (4): 2003, 2007, 2011, 2013

## Estadios
- San Joaquin Memorial High School Ground; Fresno, California (2003)
- Fresno Pacific University Field; Fresno, California (2003–2005)
- Golden West High School Ground; Visalia, California, 2 juegos (2006)
- Central High School; Fresno, California, 5 juegos (2006)
- Chukchansi Park; Fresno, California (2006–presente)

## Clubes afiliados
- Fresno Grizzlies